# Kingdom of Doom
Kingdom of Doom – drugi singel zespołu The Good, the Bad and the Queen z płyty o tym samym tytule.

## Lista utworów
- 7" R6732

1. "Kingdom of Doom"
2. "The Good, the Bad and the Queen" (live at The Tabernacle)

- 7" RS6732

1. "Kingdom of Doom"
2. "Start Point (Sketches of Devon)"

- CD CDR6732

1. "Kingdom of Doom"
2. "Hallsands Waltz (Sketches of Devon)"
3. "The Bunting Song (live at The Tabernacle)

- Download

1. "Kingdom of Doom" (live at The Roundhouse)